# 蒙布迪夫
蒙布迪夫（法語：Montboudif，法語發音：[mɔ̃budif]）是法国康塔尔省的一个市镇，位于该省北部偏东，和多姆山省接壤，属于圣弗卢尔区。

## 地理
蒙布迪夫（45°22'17"N, 2°43'53"E）面积20.42 平方千米，位于法国奥弗涅-罗讷-阿尔卑斯大区康塔爾省，该省份为法国中南部省份，位于法國中央高原中心，北起科雷兹省、上盧瓦爾省和多姆山省，西接洛特省和科雷兹省，南至阿韦龙省和洛特省，东临上盧瓦爾省和洛泽尔省。
与蒙布迪夫接壤的市镇（或旧市镇、城区）包括：孔达、圣阿芒丹、特雷穆耶、埃格利斯讷沃-当特赖格、圣热内尚佩斯普。
蒙布迪夫的时区为UTC+01:00、UTC+02:00（夏令时）。

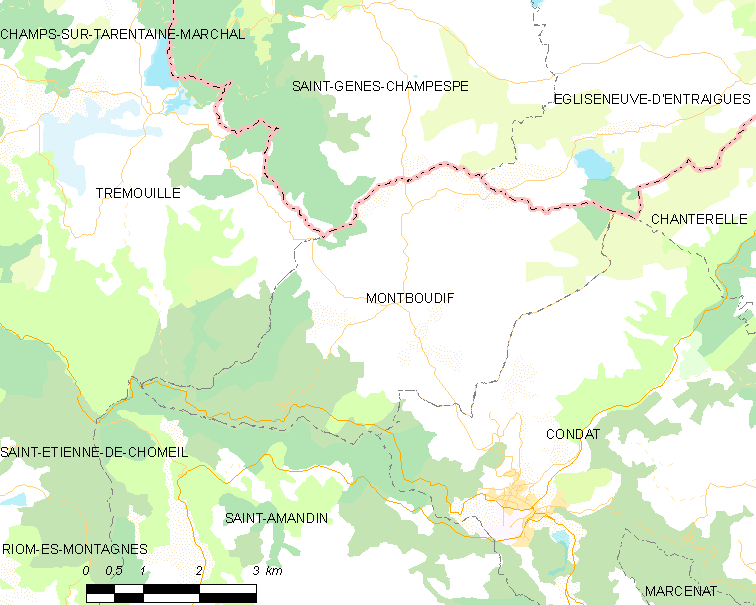
蒙布迪夫的OSM定位图

## 行政
蒙布迪夫的邮政编码为15190，INSEE市镇编码为15129。

## 政治
蒙布迪夫所属的省级选区为里永埃斯蒙塔涅县。

## 交通
康塔尔省省道D62线和D662线在镇中心交汇，省道D679线经过境内西南部。

## 人口

1962-2008年间蒙布迪夫人口变化图示

蒙布迪夫于2022年1月1日时的人口数量为163人。